# Batesanthus purpureus
Batesanthus purpureus är en oleanderväxtart som beskrevs av Nicholas Edward Brown. Batesanthus purpureus ingår i släktet Batesanthus och familjen oleanderväxter. Inga underarter finns listade i Catalogue of Life.